# 凱基商業銀行

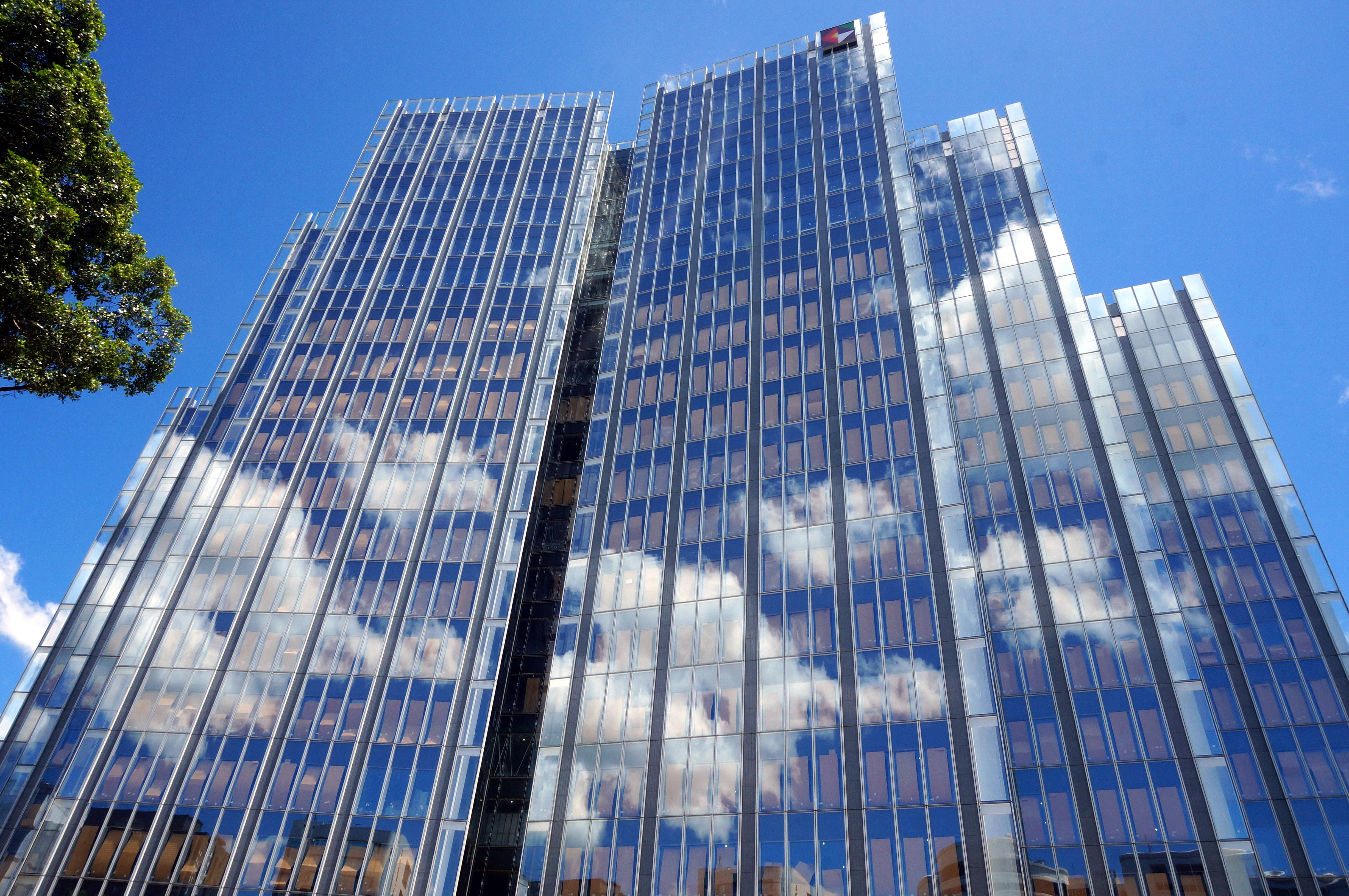
凱基金控位於台北市敦化北路的全新總部於2021年落成啟用。

凱基商業銀行股份有限公司（金融機構代號：809），簡稱凱基銀行、凱基商銀，是台灣的中型商業銀行之一，隸屬於凱基金融控股旗下子公司，目前國內分行據點共有51間。

## 歷史

### 萬泰銀行時期

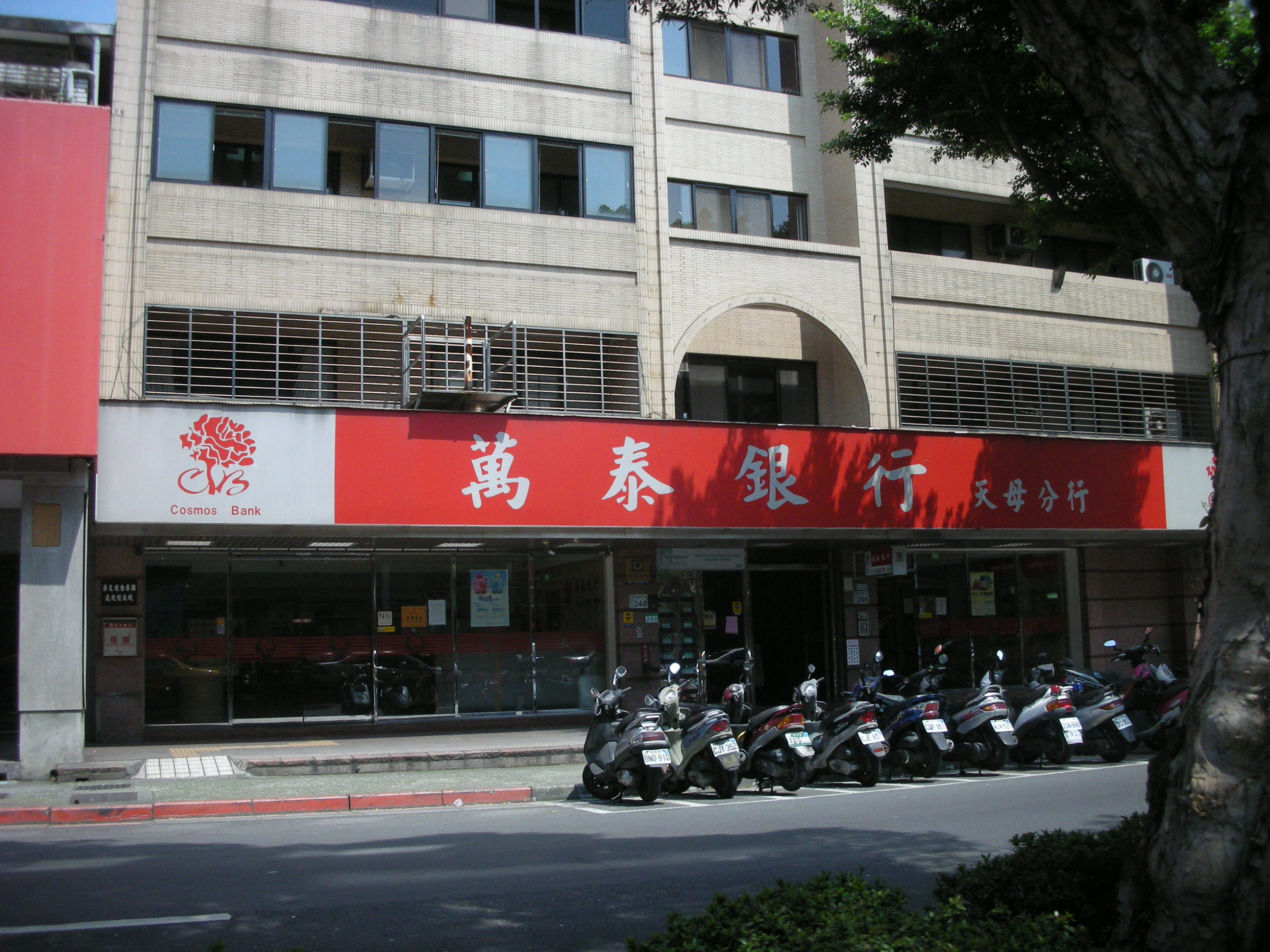
2008年萬泰銀行企業識別系統招牌

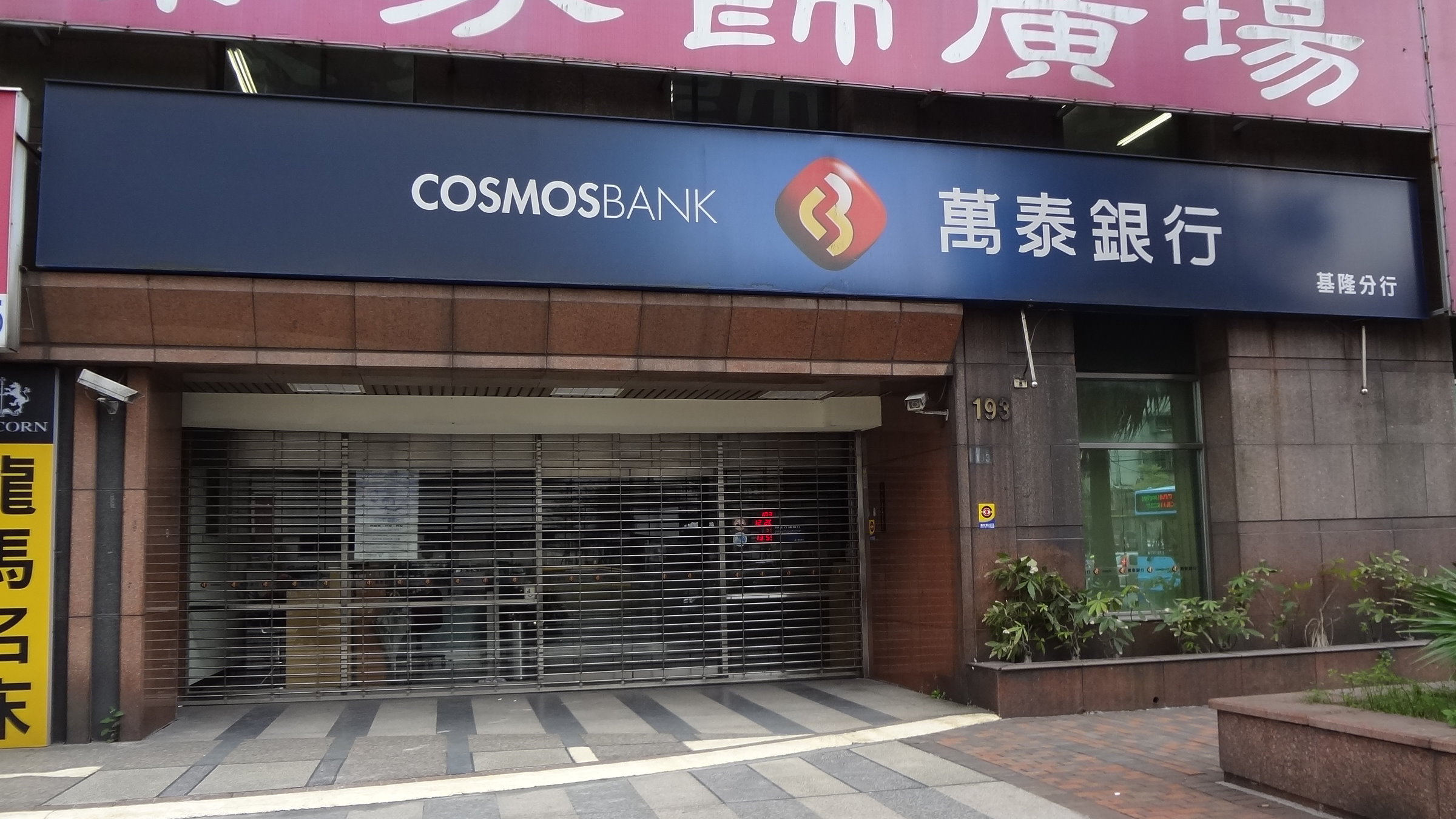
2010年萬泰銀行企業識別系統招牌

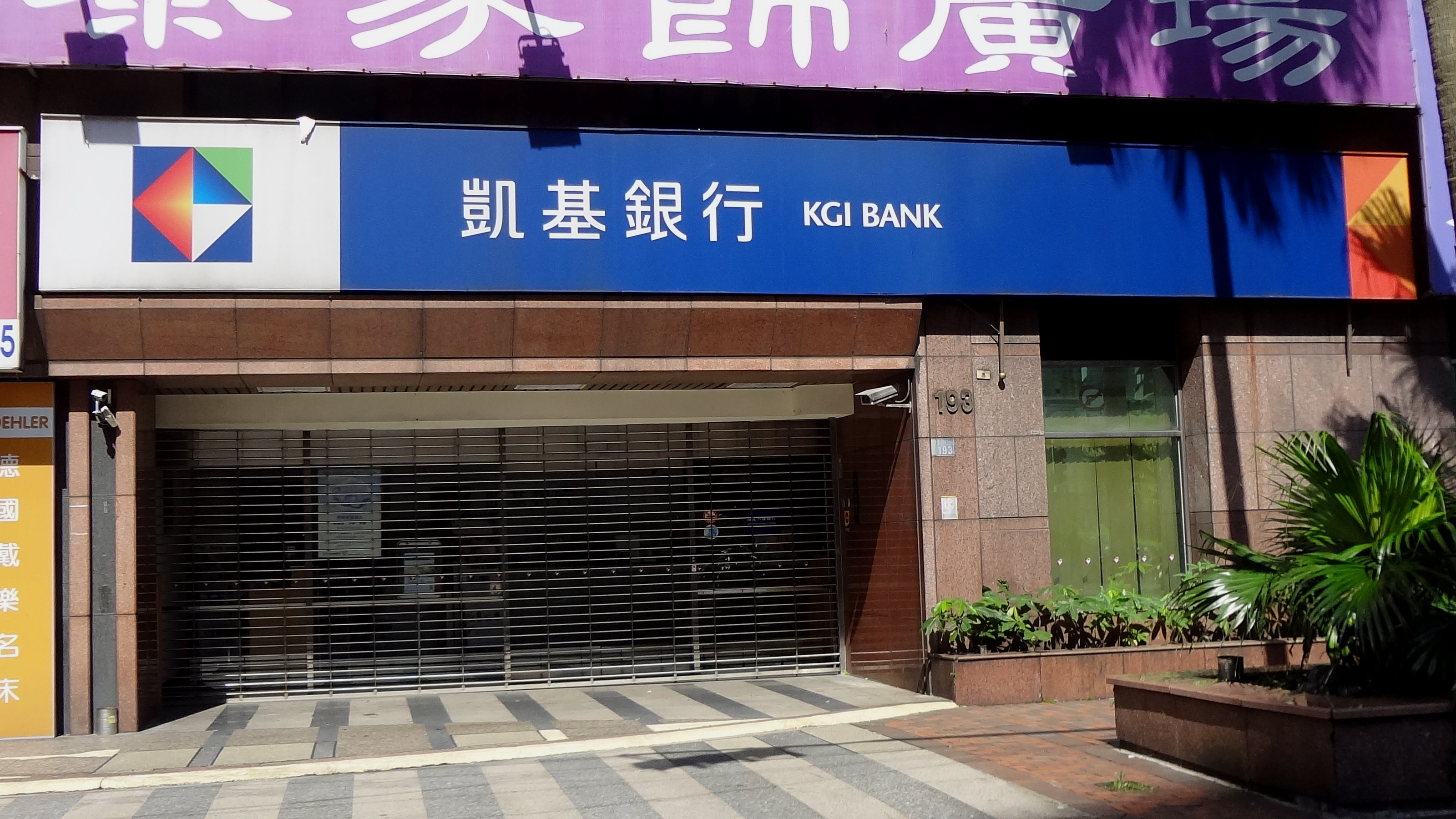
2015年凱基銀行企業識別系統招牌

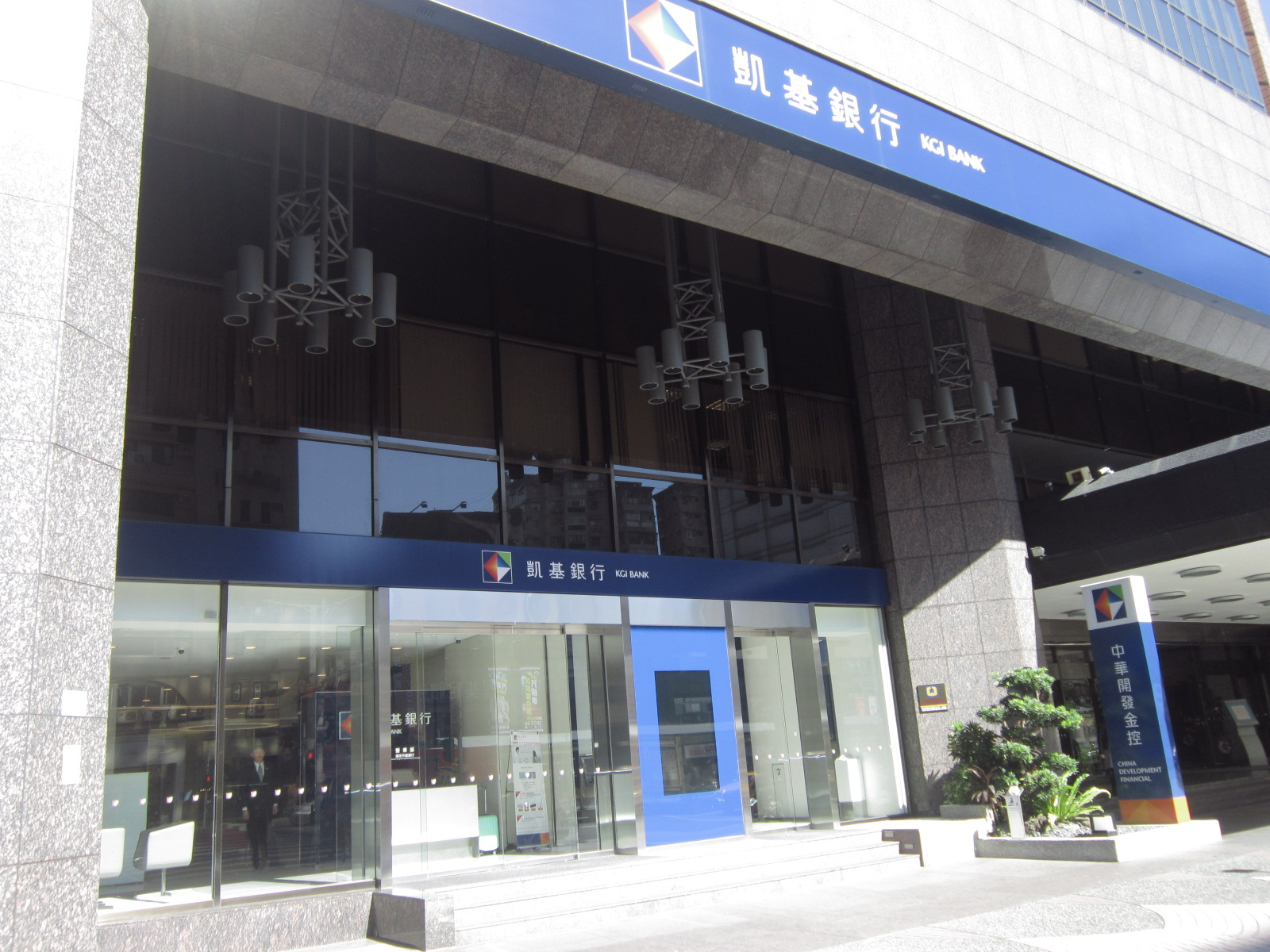
凱基銀行前營業部位於南京東路五段前中華開發金控總部大樓一樓

凱基商業銀行原為1990年由太子汽車創辦人許勝發發起成立的「萬泰商業銀行」，最初資本額為新台幣120億元，主要股東包括太子汽車、幸福水泥、士林紙業、三富汽車、東南水泥、建大工業、厚生玻璃。
萬泰商業銀行於1991年8月13日經財政部核准設立，1992年1月14日取得經濟部公司執照，1992年2月12日開始營業。
1998年4月13日，萬泰商業銀行以台幣15億8,800萬元收購台南第四信用合作社。
1999年7月，萬泰商業銀行自日本引入現金卡業務，首創臺灣市場現金卡業務，發行「喬治瑪莉現金卡」（George and Mary），代言人是安以軒，並建置現金卡自動貸款機。
2001年6月30日，萬泰銀行以台幣8億元收購苗栗信用合作社。2002年10月31日，萬泰銀行合併旗下子公司「萬泰票券金融公司」。2003年7月28日，萬泰銀行以新台幣5億1,880萬元收購新竹第五信用合作社。
2005年，許勝發子許顯榮引進外資－「奇異資融」，讓萬泰銀行走向國際舞台。但在翌年2006年，發生席捲台灣的卡債風暴，逾80萬人淪為卡奴，平均欠款超過100萬台幣以上。2007與2008年，因全球金融海嘯，萬泰銀行承受巨額虧損。
2007年年底，在金管會的斡旋之下，美國私募基金「SAC私募資本」及「奇異消費金融（GE Money）」以每股兩元的價格，分別投入6.5億美元及2.5億美元、合計九億美元（約新台幣288億元）參與萬泰銀增資，以力救萬泰銀行的財務窟窿，許家也因此被迫退出萬泰之經營。
2014年2月10日，開發金控以萬泰銀行每股現金新台幣13.4元換開發金控普通股0.2股，合併萬泰銀行，合併總金額約新台幣230.94億元。9月15日，開發金控完成將萬泰銀行併入為子公司，萬泰銀行股票轉換後下市。

### 凱基銀行時期
2015年1月5日，萬泰銀行更名為「凱基商業銀行」，企業識別系統改用開發金控企業識別系統。5月4日，開發金控將開發工銀的企業金融與金融市場業務讓與凱基銀行。5月12日，凱基銀行營業部遷入開發金控大樓，並導入新開發的智慧填單系統。
2017年率先獲得櫃買中心出具綠色債券資格認可文件，成為臺灣首批發行綠色債券的金融機構之一。除此之外，同年度提倡客戶擁有資料可攜權，推出「KGI inside」開放金融服務元件化與新創業者介接，落實開放銀行理念。
2018年與中華電信攜手合作開發「行動身分認證」技術，打造國內首件「手機門號辦貸款」商品，為國內金融監理沙盒創新實驗計畫首例。
2019年陸續打造新型態分行中山分行、天母分行、新莊分行、敦南分行，結合當地文創品牌與新銳藝術家，跨界打造兼具社區共享與人文溫度的服務體驗，開放空間作為社區文化或公益運用。
2020年運用數位科技協助計程車司機建構銀行體系信用紀錄，推出「計程車司機速還金」信貸服務。
2022年宣布正式簽署加入「碳核算金融聯盟」（Partnership for Carbon Accounting Financials，簡稱PCAF）。
2024年10月，取得由香港金融管理局發出之香港銀行牌照，成為銀行首間海外分行。2025年7月21日香港分行正式開業。

## 外部連結
- 凱基銀行（页面存档备份，存于）